# Тернавка (Перемишльський повіт)
Тернавка (пол. Tarnawka) — давнє українське село в Польщі, у гміні Дубецько Перемишльського повіту Підкарпатського воєводства.
Населення — 113 осіб (2011).

## Географія
Село розташоване на правому березі Сяну, на відстані 5 кілометрів на південь від центру гміни села Дубецько, 27 кілометрів на захід від центру повіту міста Перемишля і 40 кілометрів на південний схід від столиці воєводства — міста Ряшіва.

## Історія
Вперше згадується в 1580 р. як «Тарнава Воля».
Село входило до Добромильського повіту Львівського воєводства. На 1.01.1939 в селі було 550 жителів, з них 35 українців, 510 поляків і 5 євреїв. Українці належали до парафії Ісканя Бірчанського деканату Перемишльської єпархії УГКЦ.
12 вересня 1939 року німці окупували село, однак вже 26 вересня 1939 року мусіли відступити, оскільки за пактом Ріббентропа-Молотова правобережжя Сяну належало СРСР. 27 листопада 1939 р. село включене до Дрогобицької області, 17 січня 1940 р. ввійшло до Бірчанського району. В червні 1941, з початком Радянсько-німецької війни, село знову було окуповане німцями. В липні 1944 року радянські війська оволоділи цією територією. В березні 1945 року правобережжя Сяну віддане Польщі. 27 жовтня 1945 р. Тернавка була спалена відділом УПА в кару за грабежі місцевими поляками довколишніх українських сіл, уціліли лише костел і кілька старих халуп. Українське населення села попало в 1947 році під етнічну чистку під час проведення Операції «Вісла» і було виселено на ті території у західній та північній частині польської держави, що до 1945 належали Німеччині.
У 1975-1998 роках село належало до Перемишльського воєводства.

## Демографія
Демографічна структура станом на 31 березня 2011 року:
|          | Загалом | Допрацездатний вік | Працездатний вік | Постпрацездатний вік |
| -------- | ------- | ------------------ | ---------------- | -------------------- |
| Чоловіки | 62      | 16                 | 37               | 9                    |
| Жінки    | 51      | 9                  | 30               | 12                   |
| Разом    | 113     | 25                 | 67               | 21                   |